# Galium japonicum
Galium japonicum är en måreväxtart som beskrevs av Tomitaro Makino. Galium japonicum ingår i släktet måror, och familjen måreväxter. Inga underarter finns listade i Catalogue of Life.